# Ballastschwert

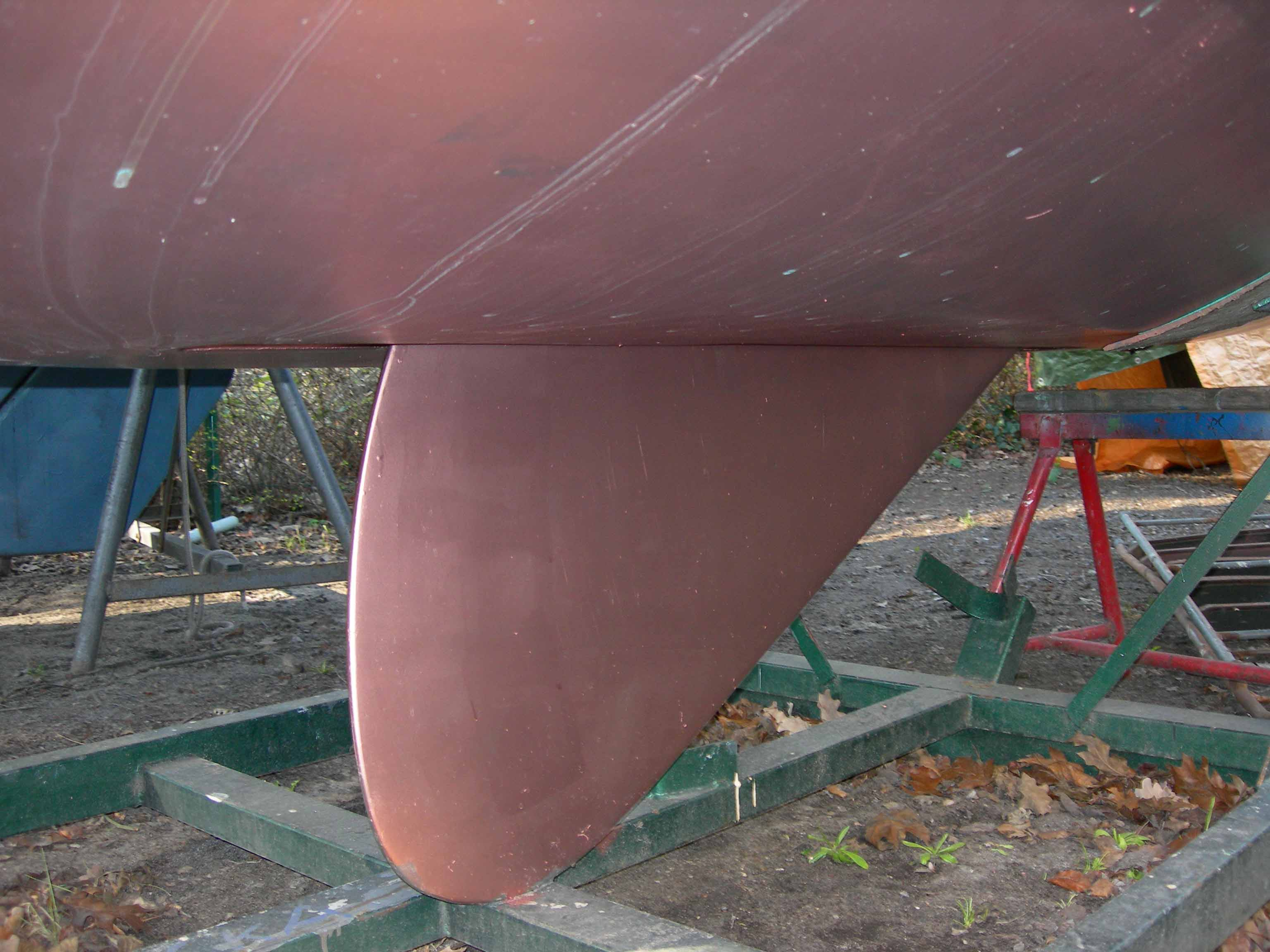
Ballastschwert

Ein Ballastschwert ist eine besondere Ausführung eines Schwertes für Segelboote, meist Jollenkreuzer.
Im Gegensatz zum leichten Schwert besitzt das Ballastschwert, da es entweder gänzlich aus Metall besteht oder einlaminierten Ballast (zum Beispiel aus Blei) enthält, ein höheres Gewicht. Das höhere Gewicht bewirkt, dass das Boot aufgrund der Gewichtsstabilität sicherer gegen Kentern ist und damit eine größere Seetauglichkeit aufweist.
Zum Aufholen sind mit Taljen übersetzte Fallen (Seile), Seilwinden oder Kurbelmechanismen, z. B. mit Gewindespindeln – auch mit elektrischem Antrieb – üblich.